# Byt číslo 4
Byt číslo 4 je šumperská punkrocková kapela založená na počátku roku 2022. Její energický projev kombinuje prvky punku, alternativního rocku a emo-punku, přičemž si kapela vybudovala pevnou pozici na české klubové scéně již po vydání prvních singlů. Debutové album Čtyři stěny vyšlo 31. května 2024 pod značkou RedHead Music a bylo kritikou oceněno za osobitý rukopis a syrovou atmosféru – recenze například na Musicserver.cz udělila albu 8/10. V roce 2025 kapela pokračuje vydáváním nových singlů a intenzivním koncertováním na festivalech, jako jsou Mighty Sounds či Rock in Roll.

## Historie

### Vznik a rané singly (2022)
Skupina se představila veřejnosti na jaře 2022 vysláním prvního singlu „Nechápu“, doprovázeného videoklipem, kterým si rychle získala pozornost díky svěžímu a upřímnému textu a živelnému soundu.  Druhý singl „Můra“ vyšel 5. srpna 2022; líčí boj s vnitřními obavami a doprovodný klip natočili sami členové kapely se svými přáteli. Během roku absolvovali sérii klubových vystoupení, například po boku kapel Trocha Klidu a Brixtn, a postoupili do finále soutěže Objev roku rádia Haná.

### Debutové albumČtyři stěny(2024)
Debutové album Čtyři stěny vyšlo 31. května 2024 a obsahuje 11 skladeb s celkovou délkou 37 min 28 s. Chronologicky prvních čtyři singly ("Nechápu", "Můra", Červený přítel", "Sarajevo") produkoval Alois Pospíšil ve studiu TA‑musica, zbývajících sedm pak Tomáš Fröde v hradeckém studiu „I“; Pospíšil hostuje na violu ve skladbě „Můra“. Desku vydal label RedHead Music a o její grafiku se postaral frontman kapely Pavel Mazák. Kritici vyzdvihli kompaktnost a autorskou vyrovnanost celé nahrávky, která nabízí střídání energického punkrocku („Nechoď daleko“) a emotivních pasáží s emo-punkovým nádechem („Čtyři stěny“).

### Novinky a koncertní aktivita (2025)
V březnu 2025 kapela vydala singl „Nikdy nepůjdem pryč“, jímž naznačila práci na druhém albu; o produkci se tentokrát postaral Filip Vlček, režie videoklipu se ujal Zbyněk Lola.  Ke konci roku 2025 Byt číslo 4 plánuje koncert v pražském Paláci Akropolis (12. 11. 2025) a vystoupení na řadě festivalů, včetně Mighty Sounds (29. 6. 2025) a Rock in Roll (26. 7. 2025). Byt číslo 4

## Styl a vlivy
Kapela mísí punkové kořeny s melodickými a emo elementy, přičemž recenze zmiňují inspiraci skupinami La Dispute, Pokáč junior, Nirvana, Vypsaná fiXa, Raise Against, MCR a Green Day. 
Hudebníci si drží vlastní rukopis, který je charakterizován syrovým zvukem, energickými riffy a naléhavým vokálem zpěváka Pavla Mazáka.

## Členové

### Současné složení
- Pavel Mazák – zpěv, kytara
- David Verner – bicí
- Lukáš Bryx – baskytara
- Matěj Krč – kytara
- Marek Burdych - kytara

V roce 2025 se sestava rozrostla z původní čtveřice na pět členů.

### Bývalí členové
Zatím nejsou evidováni.

## Diskografie

### Studiová alba
- Čtyři stěny (RedHead Music, 31. 5. 2024) musicserver.cz

### Vybrané singly
- „Nechápu“[5] (březen 2022)
- „Můra“[6] (5. 8. 2022)
- „Nechoď daleko“[7] (listopad 2023)
- „Nikdy nepůjdem pryč“[8] (březen 2025)

### Videoklipy (výběr)
- „Nechápu“ (2022)
- „Můra“ (2022)
- „Nechoď daleko“ (2023)
- „Tvoje oči“ (2024)
- „Nikdy nepůjdem pryč“ (2025)

## Ocenění a ohlasy
Čtyři stěny si na Musicserver.cz odnesly hodnocení 8/10, kritici vyzdvihují autenticitu a vyváženou kombinaci žánrů.